# 吉永あき
吉永 あき（よしなが あき、1986年2月9日 - ）は、日本の元AV女優。

## 略歴
2007年8月に『オーガズムドミネーション Vol.02』『レズバーリトゥード Vol.02』（IMPACT）の2本同時リリースでデビューする。
実質的なメジャー・デビュー作は、2007年10月4日に発売された『羞恥指令！素人さん、ノーパン・ノーブラでスポーツクラブにイッちゃって！ 2』（サディスティックヴィレッジ）となるが、単体デビュー作としては、2007年10月5日に『恥悦フレンド6 吉永あき』（プールクラブ・エンタテイメント）となる。
単体作品としては『露出バイブの虜 01』（ プールクラブ・エンタテイメント ）を最後にリリースが途絶えており、また川上ゆうのブログ内でも『元・吉永あき』と表現されていたことから、引退したものと思われる。

## 作品

### アダルトビデオ
2007年
- オーガズムドミネーション Vol.02（8月24日、IMPACT）
- レズバーリトゥード Vol.02（8月24日、IMPACT）
- 羞恥指令！素人さん、ノーパン・ノーブラでスポーツクラブにイッちゃって!2 （10月4日、サディスティックヴィレッジ ）
- 恥悦フレンド6 吉永あき（10月5日、プールクラブ・エンタテインメント）
- Can College 05（10月11日、プレステージ）
- リモコンバイブの虜 9 加藤はるな 吉永あき（11月2日、プールクラブ・エンタテインメント）
- 電マの虜 1 加藤はるな/皆川歩 吉永あき/朝比奈まみ（11月2日、プールクラブ・エンタテインメント）
- 潮吹き女子校生10連発 19（11月10日、クリスタル映像）オムニバス作品 他多数出演
- 萌えあがる募集若妻 淫らに狂い出す身売り若妻 82 あきさん（11月22日、プレステージ）
- 凄いオナニー女子大生（11月22日、レイディックス）
- 顔面ジーザス（11月25日、アロマ企画）他出演 日向ひな、小松ユリナ、石原あすか
- いい女は即ピストン Secret desire11　こんなに伸びるおツユ初めて見たよ! もうこれ以上だめ、オナニーだけって…あっ!?（11月30日、アテナ映像）[1]
- 潮吹き女子校生10連発 19（12月7日、クリスタル映像）オムニバス作品 他多数出演
- 性玩具M 吉永あき（12月7日、プールクラブ・エンタテインメント）
- 陵辱アパート 2 〜覗き見の代償〜（12月20日、大洋図書）
- 妹はあまえんぼう 吉永あき（12月22日、レイディックス）

2008年
- 縄狂いアクメ地獄 吉永あき（1月1日、シネマジック）
- エロエロザーメン天使（1月18日、映天 ）
- メガ精子!手コキと勢いのある射精（1月25日、レイディックス）オムニバス作品 他多数出演
- 浣腸淑女 2 吉永あき（2月1日、シネマジック）
- ピチピチスクール水着 胸ポチ・濡れシミ・寸止めジラし（2月1日、映天）
- コイビトシャシン 13（2月25日、大洋図書）他出演 澄川ロア
- セクハラ8 派遣のくせに私に逆らうのか!?君は私の性欲処理係だ (2月29日、アテナ映像 ）他出演 堀口奈津美、中原琴美、小日向しおり[1]
- 制服美少女白書 13 亜希子（3月1日、プレステージ）
- ザーメン伝説 精飲患者限定病院（3月21日、映天）共演 霧島アキ
- 奴隷市場の女 2（4月1日、シネマジック）共演 川上ゆう
- アナルアクメ耐久Fuck VOL.3（5月1日、プレステージ）共演 飯島くらら
- 拷問マゾ玩具 連続イカせ調教2 吉永あき（5月1日、CORE）
- フェラチオ・ラバーズ ザーメン狂いの女達（5月23日、映天）オムニバス作品 他多数出演
- 凌辱デリヘル（5月30日、LEO）他出演 名波ゆら、翔乃まゆ、森下りん
- 中出し承諾の素人娘達 ドM娘を騙し撮り（6月7日、桃太郎映像出版）
- リモコンバイブの虜 0 露出プレイベスト（7月7日、プールクラブ・エンタテインメント）
- 手コキと勢いのある射精百景 上巻（7月7日、レイディックス）
- 妹はあまえんぼう 吉永あき（9月26日、レイディックス）
- ウンチを見られて興奮する女達 ～犬神@変態女 排泄スペシャル～（10月25日、レイディックス）オムニバス作品 他多数出演
- 失禁おもらし潮吹きクイーン（10月31日、LEO）他出演 名波ゆら、森下りん、元木ひなよ、桜井春、仲川咲姫
- CineMagic DVD ベスト 30 PART.4（11月1日、シネマジック）オムニバス作品 他多数出演
- リモコンバイブの虜 0 露出プレイベスト（11月22日、プールクラブ・エンタテインメント）オムニバス作品 他多数出演
- Secret desire 11 いい女は即ピストン（11月28日、アテナ映像）他出演 深瀬ミナト、山咲ほのか、小日向しおり
- 露出飼育 変態ドM娘 吉永あき（12月25日、プールクラブ・エンタテインメント）

2009年
- 露出バイブの虜 01（2月25日、プールクラブ・エンタテインメント ）オムニバス作品 他多数出演
- エネマ痴帯EX 8（3月1日、シネマジック）オムニバス作品 他多数出演
- 妹はあまえんぼう フルコンプリートDVD 虹色 永久保存版（4月25日、レイディックス）オムニバス作品 他多数出演
- 色情の輪舞（6月19日、大洋図書）他出演 七瀬かすみ、国仲みさと、姫野りむ
- 絶頂の瞬間が一番美しい。 勢いのあるアクメ顔（6月20日、レイディックス）オムニバス作品 他多数出演
- 恥悦露出 辱めがたまらない。調教された7人の女たち…。（11月20日、プールクラブ・エンタテインメント ）オムニバス作品 他出演 国仲みさと、松嶋リナ、黒沢里菜、畑野ゆずき、穂波さやか、城戸さやか
- エロドラマ（仮） 3（4月30日、LEO）他出演 紅りんご、藤崎さくら、星乃せあら（南まりん）、元木ひなよ、葉山りな

2010年
- 騎りまくり45人（2月26日、LEO）オムニバス作品 他多数出演